# Contea di Gucheng (Hubei)
La contea di Gucheng (谷城县S, Gǔchéng XiànP) è una contea della Cina, situata nella provincia di Hubei e amministrata dalla prefettura di Xiangyang.